# Kielczawa
Kielczawa (do 31 grudnia 2014 Kiełczawa) – wieś w Polsce położona w województwie podkarpackim, w powiecie leskim, w gminie Baligród.
Wieś prawa wołoskiego w latach 1551-1600, położona w ziemi sanockiej województwa ruskiego. W połowie XIX wieku właścicielami posiadłości tabularnej w Kielczawie było rodzeństwo Dzwonkowskich.
W latach 1975–1998 miejscowość administracyjnie należała do województwa krośnieńskiego.

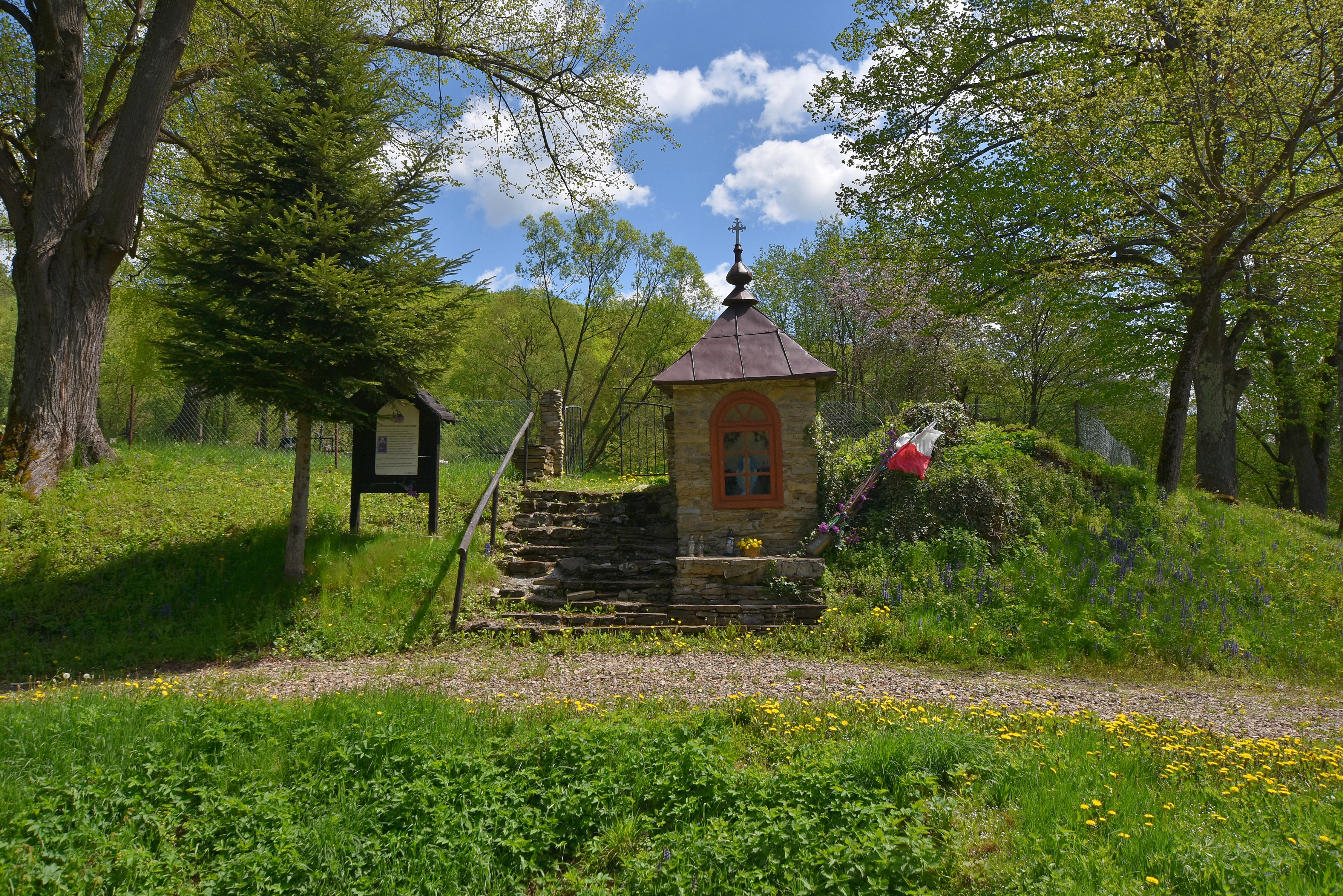
Kapliczka przy cmentarzu